# Боевая служба ВМФ

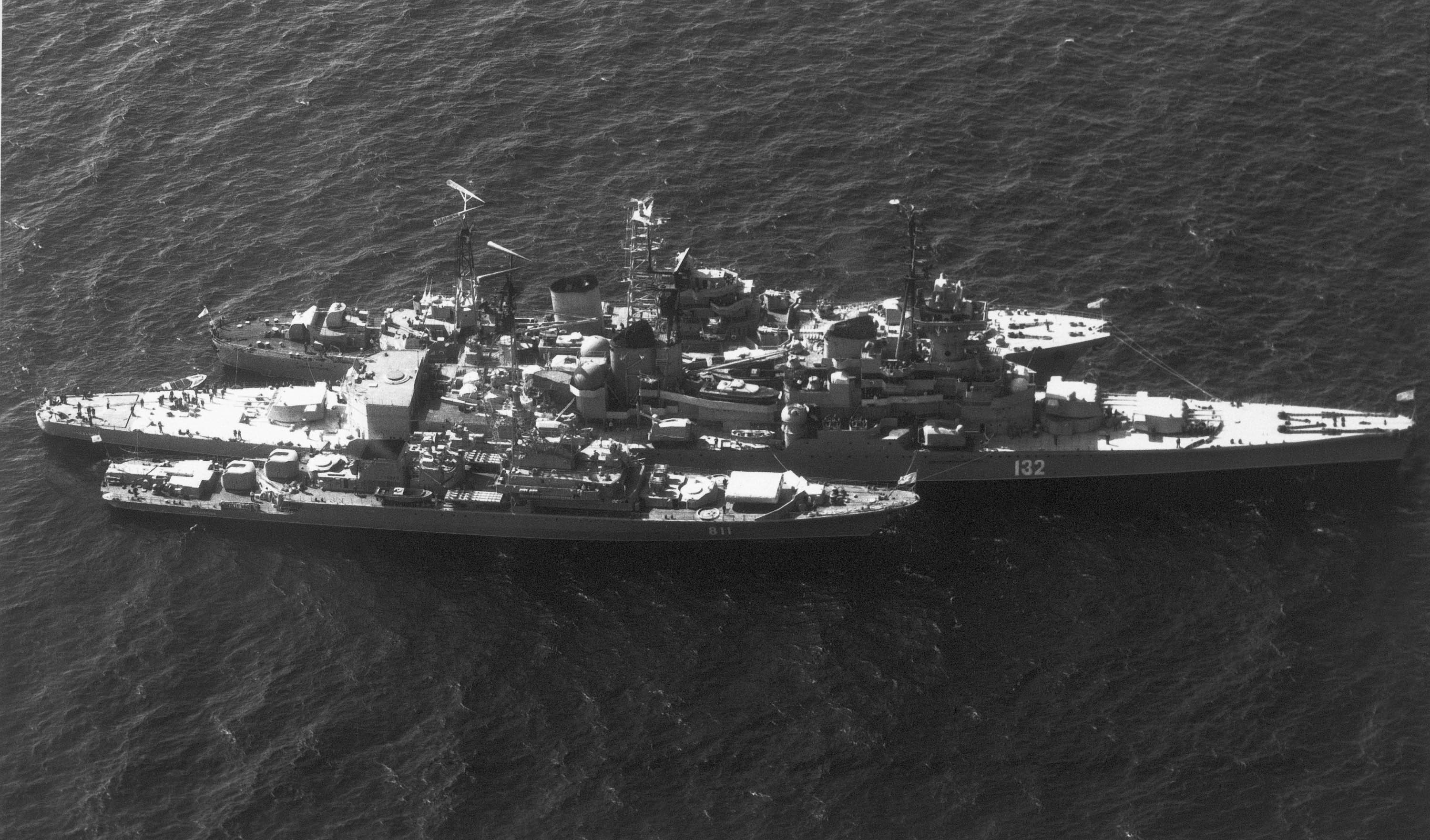
ПБ «Магомед Гаджиев», КРУ «Жданов» и СКР «Беззаветный» на «точке 52», 1982 год.

Боевая служба в военно-морском флоте — вид деятельности ВМФ ВС СССР и ВМФ ВС России (в том числе и в настоящее время), заключающийся в выполнении задач частью сил в мирное время в тех удаленных районах, где они должны были действовать в военное, то есть на театрах войны (театрах военных действий).
Представляет собой высшую форму поддержания военно-морских сил в боевой готовности в мирное время. Предусматривает плановое развёртывание сил флота для обеспечения интересов страны в отдаленных районах мира.
В авиации ВМФ СССР/России вылет на боевую службу — это любой вылет на выполнение реальной боевой задачи в мирное время (в отличие от учебного или тренировочного). Как правило, вылет на БС осуществляется с целью вскрытия обстановки, различных видов разведки, на поиск ПЛ, на демонстрацию флага и т. п.

## Начало боевой службы
В начале 1950-х годов командование ВМФ СССР впервые сформулировало концепцию постоянного присутствия группировок флота в стратегически важных районах Мирового океана. В основе её было доктринальное положение о характере будущей войны как всеобщей ядерной и оценка её начального периода как критически важного. Отсюда следовал вывод, что только уже развернутые соединения смогут заметно повлиять на ход войны в начальный период.
Первоначально наиболее приоритетным районом боевой службы считалось Средиземное море, куда с середины 1950-х годов стали направляться сводные эскадры из состава Балтийского и Черноморского флотов.

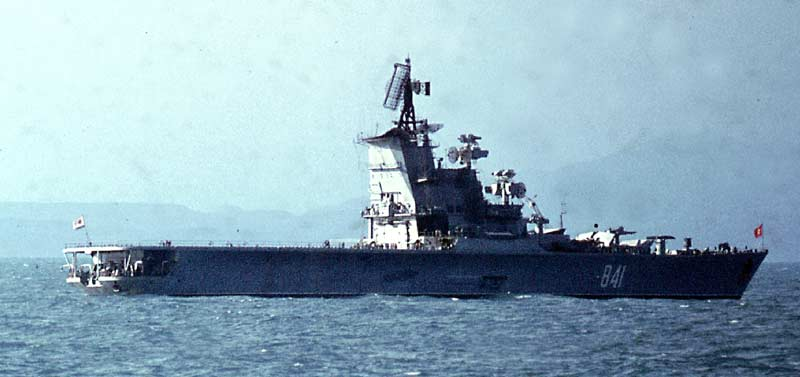
Эпизод боевой службы 5-й эскадры. Противолодочный крейсер «Москва» у берегов Марокко. Январь 1970 года

Первый опыт создания военно-морской группировки передового базирования СССР получил в 1958 году, когда с Балтики в Средиземное море (албанский залив Влера) была переведена бригада подводных лодок. Здесь в одной из бухт был оборудован пункт временного базирования со всей необходимой для подводных лодок береговой инфраструктурой. В силу возникшего затем политического конфликта с Албанией, база была ликвидирована.
К середине 1960-х годов деятельность удаленных группировок развилась в боевую службу. В 1967 году, в ходе Шестидневной войны, очередная, 14-я по счёту сводная эскадра, действовавшая в Средиземном море, не участвуя непосредственно в боевых действиях, тем не менее сыграла важную роль в оказании поддержки Сирии и Египту. Вместе с тем, выявился и ряд недостатков в деятельности эскадры, что привело к созданию постоянного соединения советского ВМФ на данном театре военных действий. 14 июля 1967 года была официально сформирована 5-я оперативная эскадра, действовавшая в Средиземном море на протяжении 25 лет.
В начале 1968 года были сформированы 7-я оперативная эскадра (для несения боевой службы в Атлантическом океане) и 10-я оперативная эскадра (для несения боевой службы в Тихом океане).
В 1974 году в Индийском океане была сформирована 8-я оперативная эскадра, с подчинением Тихоокеанскому флоту. Позже она была сориентирована на Персидский залив.
Развёртывались и специальные соединения по обстановке, например, в Суэцком заливе и Красном море.

## Задачи боевой службы

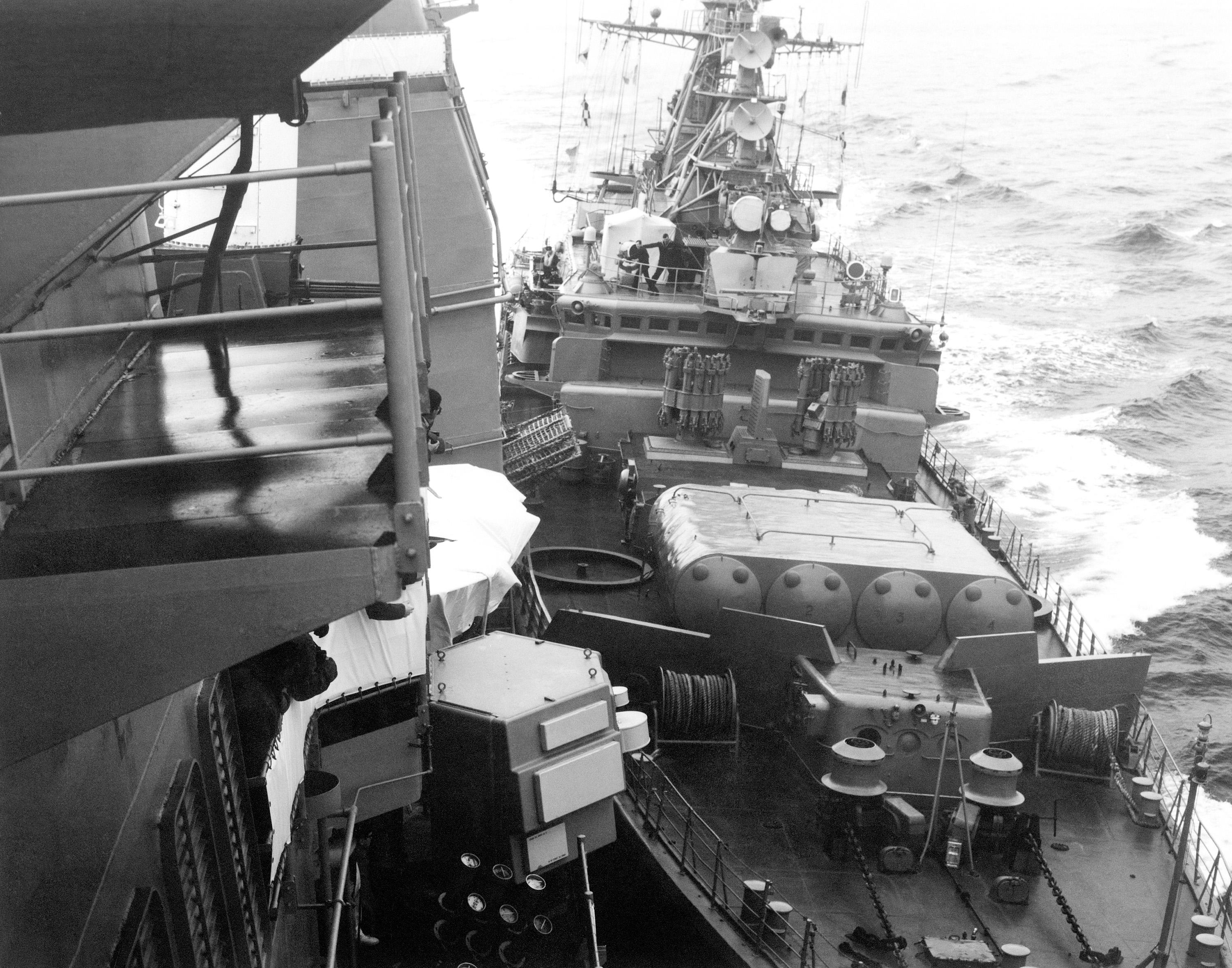
Эпизод боевой службы. Навал СКР «Беззаветный» на USS «Yorktown», 12 февраля 1988 г.

К задачам боевой службы флота относились:
- боевое дежурство атомных ракетных ПЛ;
- боевое охранение атомных ракетных ПЛ;
- боевое дежурство дизельных ракетных ПЛ
- поиск ракетных ПЛ вероятного противника и слежение за ними;
- слежение за авианосными группировками вероятного противника.

В качестве попутных задач развернутым силам ставились:
- наблюдение за стратегически важными морскими коммуникациями;
- изучение вероятных районов боевых действий;
- недопущение разведывательной деятельности вероятного противника на подходах к своему побережью;
- демонстрация силы;
- оказание моральной поддержки дружественным государствам;
- защита собственного судоходства и рыболовства

## Формы боевой службы
- Патрулирование кораблей в районах боевой службы в готовности к применению оружия;
- Ведение разведки и слежения за флотами вероятных противников;[4]

## Эшелонирование сил флота в ходе боевой службы
В соответствии с задачами боевой службы все силы ВМФ разделялись на три оперативных эшелона:
- Первый оперативный эшелон включал в себя корабли, находившиеся в море, и самолёты ВМФ в воздухе;
- Второй оперативный эшелон включал корабли и самолёты, способные немедленно выйти в море или подняться в воздух;
- Третий оперативный эшелон состоял из кораблей и самолётов ВМФ, проходящих ремонт, испытания или находящиеся в резерве[5].

Таким образом, в случае внезапного начала войны, принять участие в ней могли первый и второй оперативный эшелоны, причем главная роль отводилась первому.

## Реализация задач боевой службы
Вначале единственной задачей сил, несущих боевую службу, была готовность к войне. Исходя из реальных возможностей, доктрина признавала, что их боевая устойчивость за пределами действия авиации ПВО страны невысока. Фактически это значило, что их роль ограничится первым ударом. Последующие действия не предусматривались.
Когда оказалось, что перспектива всеобщей войны несколько отдаляется, развернутым силам стали не только ставить попутные задачи, но и организовывать их поддержку с этой целью. Однако официально заявленное создание плавучих тылов, шло в основном по пути переоборудования торговых и рыболовных судов во вспомогательные, и только в небольшой степени — строительства специализированных проектов (например, проект 1833).